# 2 Crónicas 3
2 Crónicas 3 es el tercer capítulo del Segundo Libro de las Crónicas en el Antiguo Testamento de la  Biblia cristiana o de la segunda parte de los Libros de las Crónicas en la Biblia hebrea. El libro está compilado a partir de fuentes más antiguas por una persona o grupo desconocido, designado por los estudiosos modernos como «el Cronista», y su forma final se estableció a finales del siglo V o IV a. C.. Este capítulo pertenece a la sección centrada en el reinado de Salomón (2 Crónicas 1 a 2 Crónicas 9). El tema central de este capítulo es la construcción del templo de Jerusalén.

## Texto
Este capítulo fue escrito originalmente en el idioma hebreo y está dividido en 17 versículos en las Biblias cristianas, pero en 18 versículos en la Biblia hebrea con la siguiente comparación de numeración de versículos:

### Testigos textuales
Algunos manuscritos antiguos que contienen el texto de este capítulo en hebreo bíblico son del Texto masorético, que incluye el Códice de Alepo (siglo X) y el Códice de Leningrado (1008).
También existe una traducción al griego koiné conocida como la Septuaginta, realizada en los últimos siglos a. C. Entre los manuscritos antiguos existentes de la versión de la Septuaginta se encuentran el Códice Vaticano (B; {\displaystyle \ ara{G}}B; siglo IV) y el Códice Alejandrino (A; {\displaystyle \ ara{G}}A; siglo V).

## Comienza la construcción del templo (3:1-4)

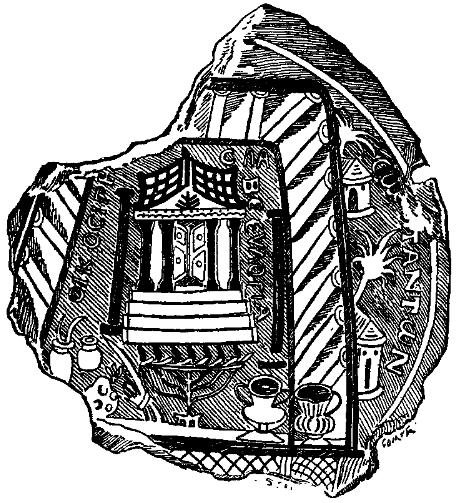
Representación del templo en un cuenco de vidrio del siglo III